# 岩礁

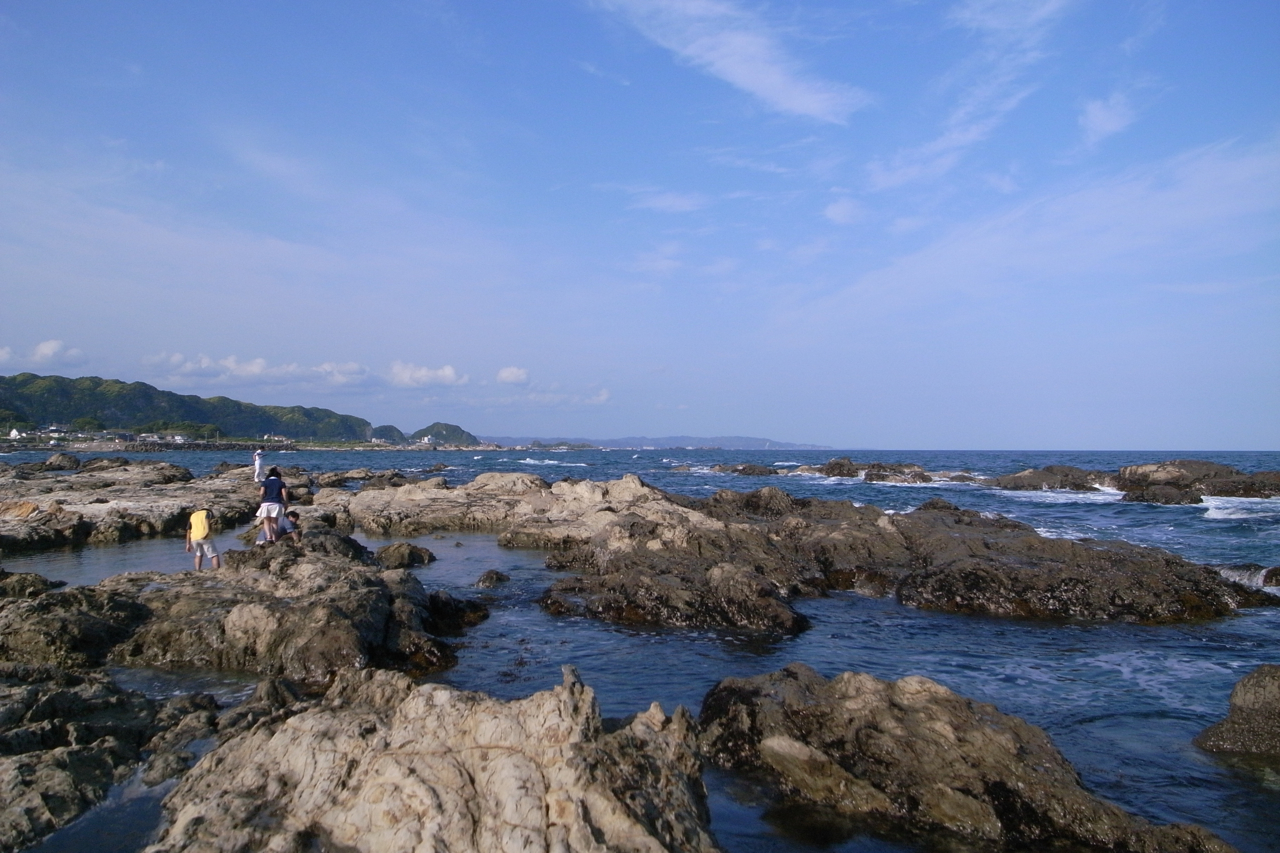
岩礁の例（千葉県鴨川市江見吉浦）

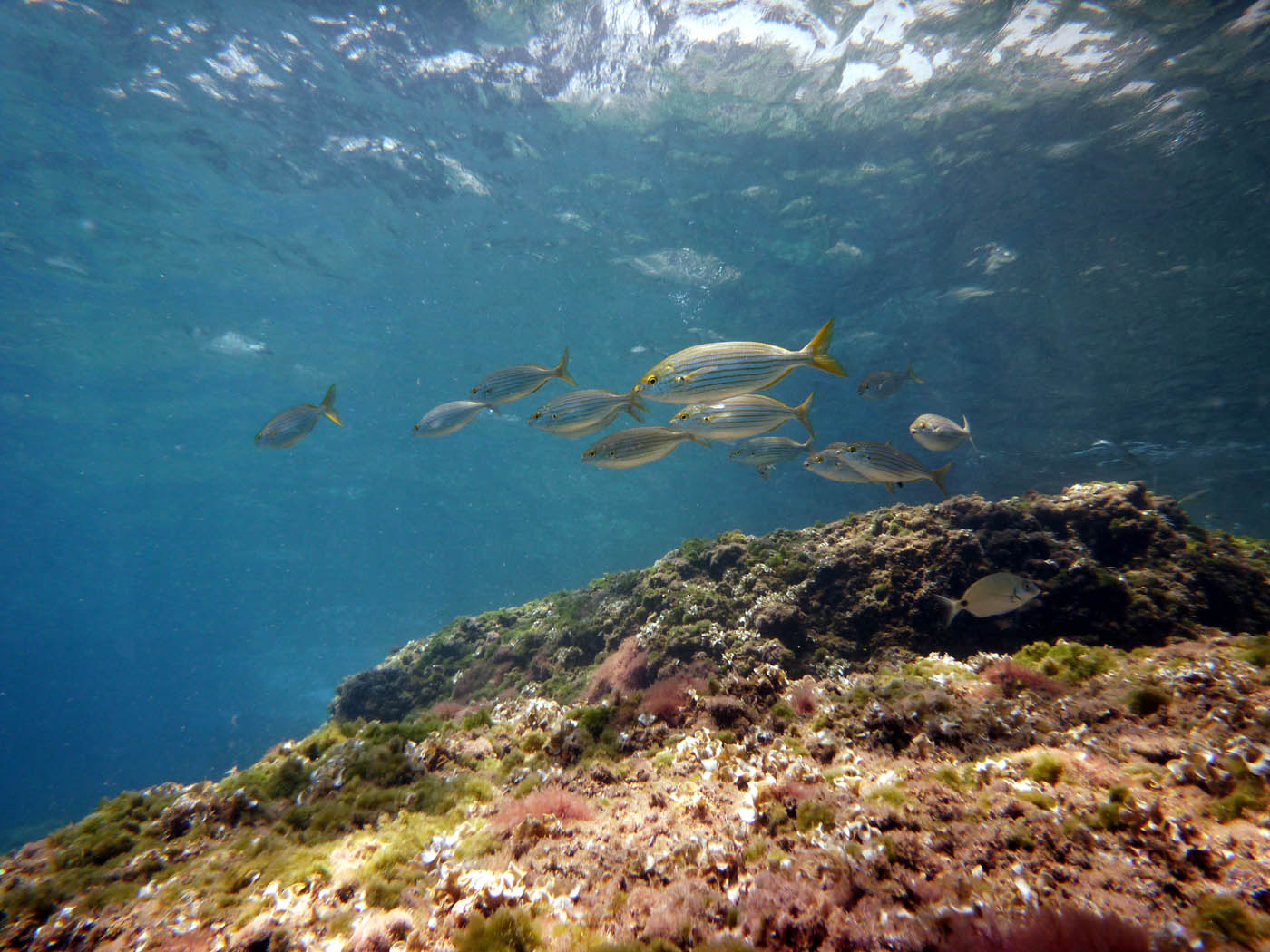
岩礁に集まる魚（サレマ）

岩礁（がんしょう、英語:rock reef, skerry ）とは、主に海で水中に隠れたり、水面上にわずかだけ姿を現している岩。

## 概要
海底は一般に大きく分けて、砂からなる砂地と岩盤でできている場合とがある。砂地や砂浜は、通常川から流れ込んだ砂が潮流、地形、風向きなどによって溜まったものであり、岩石質が長年のうちに波によって削られ形成されたり、岩盤が隆起したりしたものが岩礁である。砂地と岩礁では、生息する魚種や海藻、その他生物などに大きな違いがあり、一般に岩礁付近はよき漁場になっており、ウニ、サザエ、コンブ、ワカメなども豊富である。
水深の浅い場所に存在する岩礁は特に暗礁と呼ばれ、航行する船舶にとっては座礁の恐れがあるため非常に危険である。このため、海図では「闇岩」「洗岩」「干出岩」が区分され、それぞれ各記号で表記される。

## 岩礁と釣り
海釣りでは、干潮時でも水面下に沈んでいる状態の岩礁を特に「シモリ」と呼び、好ポイントとされる。岩礁地帯には特に根魚が多く生息し、潮流も複雑で魚の餌も集まりやすい。また底引き網などで乱獲されにくく、幼魚が身を隠しやすいため魚類の格好の産卵場所になっており、釣り人に好まれる。ただし、根がかりなども多く、釣りにくい。遊漁船などもこの「シモリ」の周りに多く集まる。